# Curtis Axel
Joseph Curtis Hennig (Champlin, 1 de outubro de 1979) é um lutador de wrestling profissional estadunidense. Ele é mais conhecido por seu tempo na WWE, onde atuou sob o nome de ringue Curtis Axel.
Hennig assinou com a WWE em 2007 e se apresentou sob seu nome verdadeiro, estilizado como Joe Hennig, no território de desenvolvimento da empresa, o Florida Championship Wrestling (FCW). Ele foi campeão uma vez do Campeonato dos Pesos Pesados da FCW Florida e quatro vezes campeão do Campeonato de Duplas da FCW Florida. Em 2010, depois de competir no NXT sob o nome de ringue Michael McGillicutty, ele estreou no plantel principal da WWE como parte do grupo The Nexus. Ele então conquistou o Campeonato de Duplas da WWE uma vez com David Otunga. Em 2013, ele revigorou sua carreira sob o nome de ringue Curtis Axel, fazendo uma homenagem ao seu pai Curt Hennig e ao seu avô Larry "The Axe" Hennig, conquistando uma vez o Campeonato Intercontinental da WWE. Depois, ele venceu o Campeonato de Duplas do Raw da WWE com Bo Dallas como parte do The B-Team. Seu contrato com a empresa terminou em abril de 2020. Ele retornou em abril de 2022 como produtor por três meses.

## Carreira no wrestling profissional

### World League Wrestling (2007-2008)
Hennig fez sua estréia profissional em 13 de julho de 2007, em Waterloo, Iowa para Liga Mundial de Wrestling (WLW), fazendo parceria com Ted DiBiase, Jr.. para derrotar Dinn T. Moore e Branden Tatum por desqualificação. Hennig teve uma sequência de nove meses consecutivos de vitórias na WLW.

### World Wrestling Entertainment / WWE (2007-2020)

#### Florida Championship Wrestling (2007–2010)

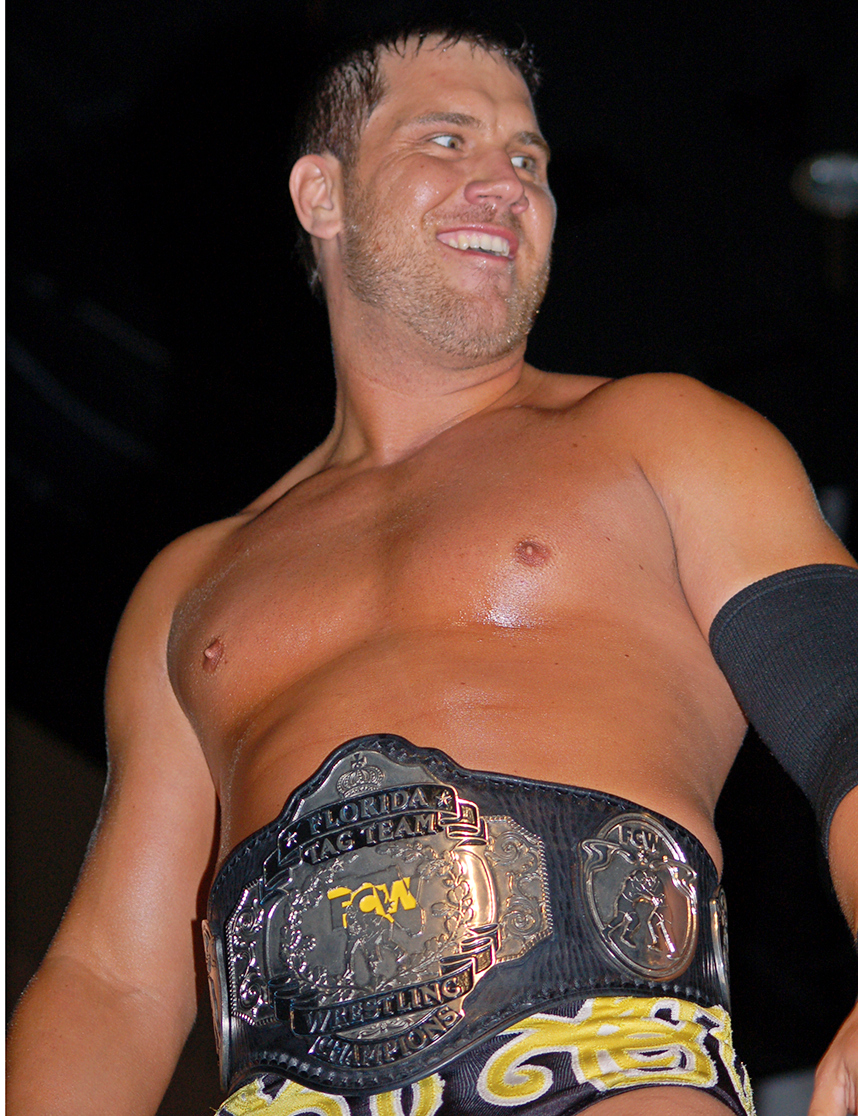
Hennig como FCW Florida Tag Team Champions em 2010.

Em 31 de março de 2007, Hennig, juntamente com sua mãe, irmãos, e seu avô representou o seu pai "Mr. Perfect". Curt Hennig em 2007, a WWE Hall of Fame cerimônia ao aceitar o prêmio em seu nome. Em 26 de outubro de 2007, no episódio da SmackDown, Hennig equipa com Steve Fender em uma perda de Jesse e Festus.
Hennig assinou um contrato com a WWE e foi atribuído ao seu território de desenvolvimento Florida Championship Wrestling (FCW). Em 11 de setembro de 2008, Hennig e Slater derrotou Sebastian Nic Nemeth e Gavin Spears para ganhar a FCW Florida Tag Team Championship, em Tampa, Flórida. Em 30 de outubro, Hennig e Slater perdeu o Tag Team Championship para The New Hart Foundation (David Hart Smith e TJ Wilson).
Em 20 de novembro, Hennig desafiou Sheamus O'Shaunessy para a FCW Florida Heavyweight Championship, mas terminou com uma dupla foi desqualificada. A revanche foi feito, mas Hennig foi novamente desclassificado. Hennig teve outra chance de ganhar o título em 11 de dezembro, quando participou num Fatal Four-Way Match para o campeonato, mas Eric Escobar ganhou a partida eo título. Hennig derrotado Escobar em 26 de fevereiro em uma gravação de TV e ganhou o FCW Florida Heavyweight Championship. Sobre a 5 de abril de 2009 episódio da FCW, foi anunciado que Hennig tinha sofrido uma lesão grave e, portanto, ele entregou sua FCW Florida Heavyweight Championship.
Ele voltou para a FCW no final de junho de 2009. Ele formou uma tag team com Brett DiBiase conhecido como "Os Filhos Felizes". Em 14 de janeiro de 2010, Os Filhos Fortunato ganhou a FCW Florida Tag Team Championship ao derrotar a Dudebusters.

#### NXT & The Nexus (2010-2011)

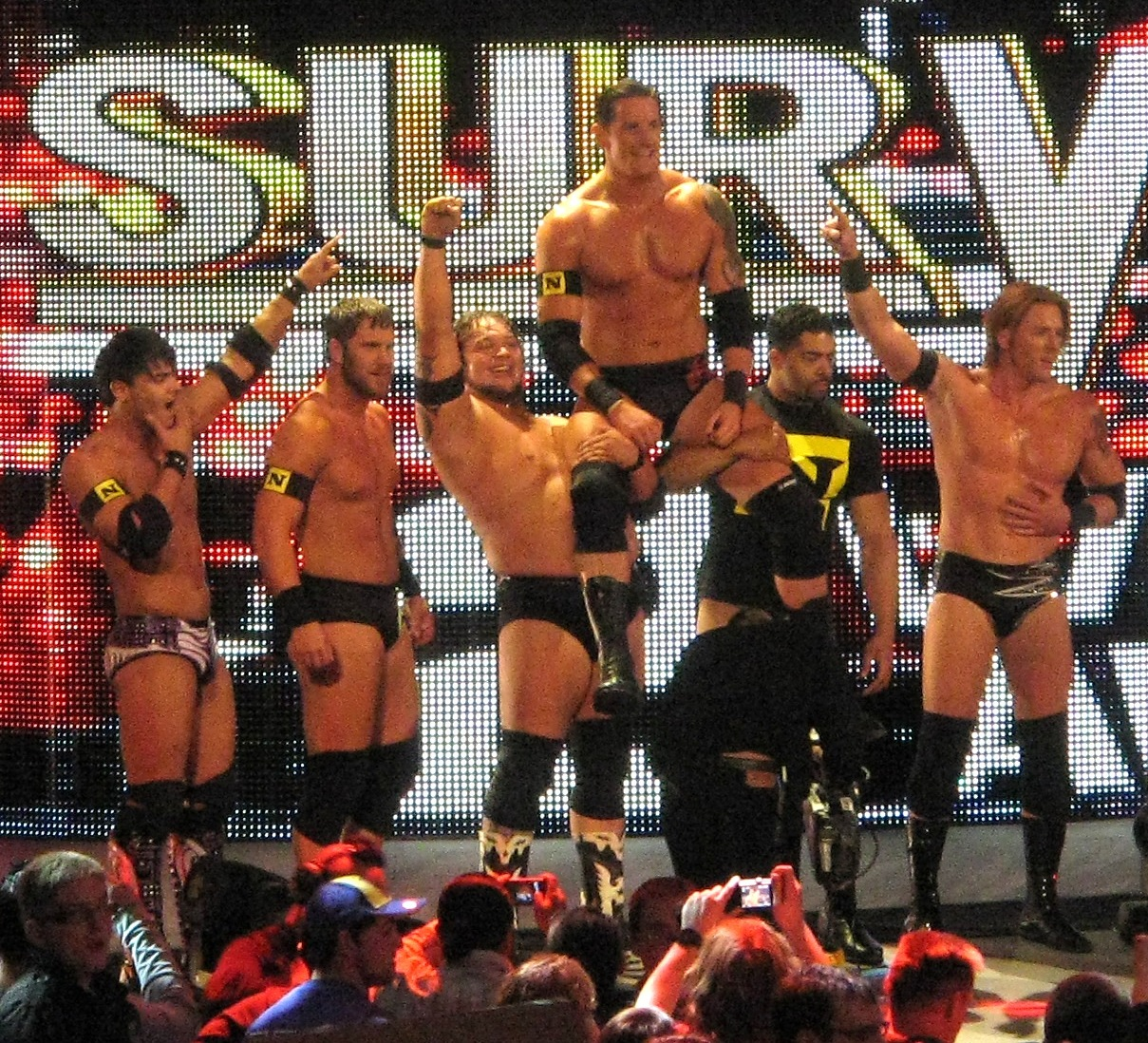
McGillicutty enquanto parte do Nexus no final de 2010.

Henning fez parte da segunda temporada do NXT, usando o Ring name "Michael McGillicutty", com Kofi Kingston como seu pro. Ele fez sua estréia no  NXT  no episódio de 08 de Junho, mas não competiu. Ele fez sua estréia no ring na edição seguinte do  NXT , em parceria com Kofi Kingston em uma Tag team match, onde derrotaram Mark Henry e Lucky Cannon. Na primeira votação em 29 de Junho, McGillicutty  ficou em terceiro lugar atrás de Kaval e Percy Watson. Em 20 de julho episódio da  NXT  , McGillicutty ganhou imunidade da eliminação na próxima votação, completando um percurso de obstáculos no menor tempo. No episódio seguinte do  NXT , ele se transferiu para o primeiro lugar na segunda pesquisa. Depois de seis vitórias consecutivas, McGillicutty sofreu sua primeira derrota em 03 de Agosto no  NXT , quando foi derrotado pelo pro The Miz. Em 9 de agosto, os rookies apareceram em uma Six-Man Tag team match no Raw , em que McGillicutty fez parceria com Husky Harris e Alex Riley para derrotar Lucky Cannon, Kaval e Percy Watson. Na noite seguinte, no  NXT  , sua equipe perdeu uma revanche quando McGillicutty foi pinado por Kaval. Na próxima pesquisa mais tarde naquela noite, McGillicutty abandonou o primeiro lugar ficando para trás para Kaval, caindo para o segundo lugar. No final da temporada, em 31 de agosto McGillicutty terminou a competição em segundo lugar, sendo derrotado por Kaval. No final do show, McGillicutty virou heel ao atacar Kaval com os outros rookies eliminados.

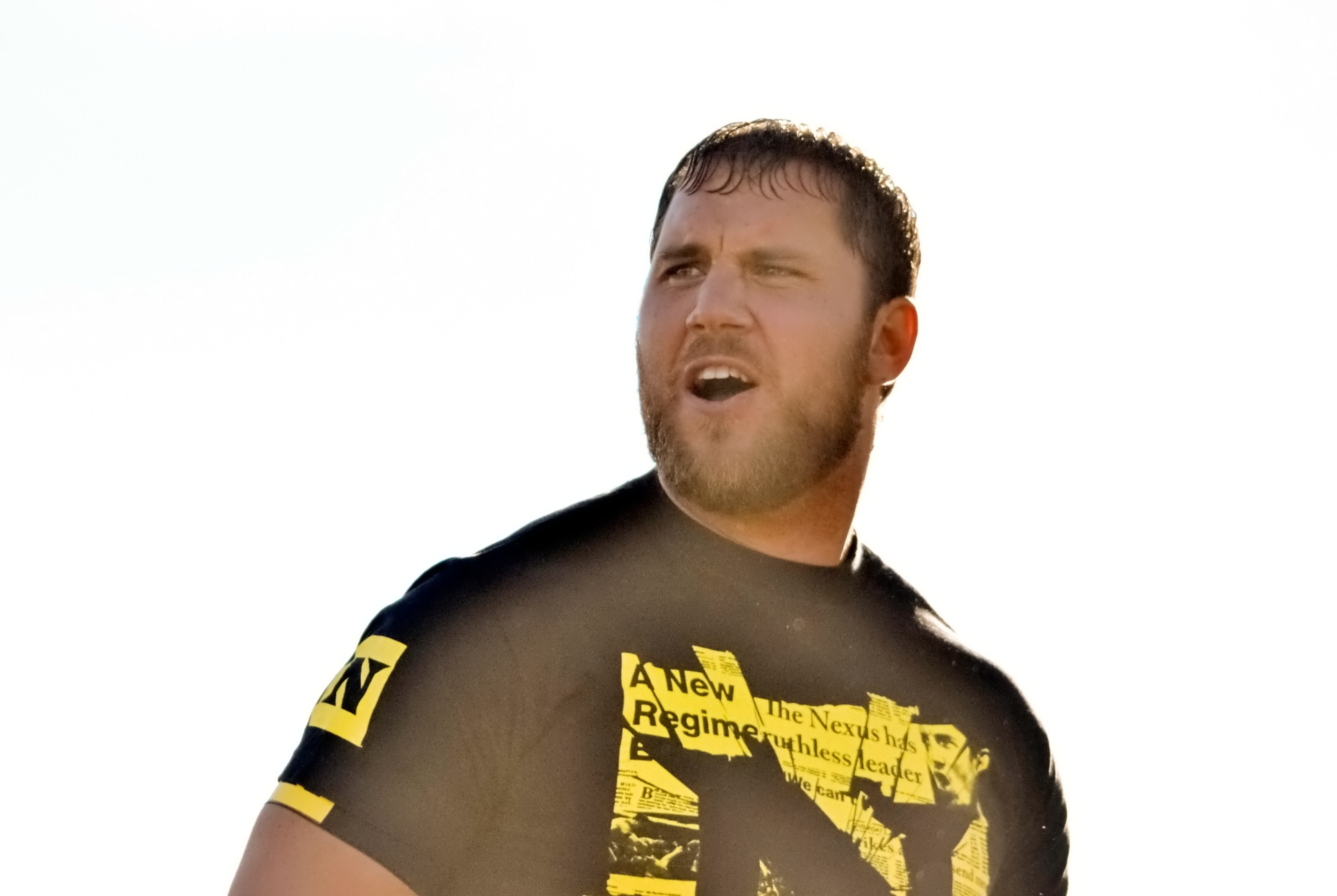
McGillicutty como parte do The Nexus em dezembro de 2010, no Tribute to the Troops.

Em outubro de 2010, no Hell in a Cell , McGillicutty e Husky Harris disfaçaram-se como fãs e interferiram  durante a partida entre John Cena e Wade Barrett . Isto permitiu Barrett ao pinar Cena e ganhar a partida, forçando Cena para se juntar ao The Nexus acordo com a estipulação do combate. No Raw seguinte foram reveladas as identidades de McGillicutty e Husky Harris, embora Barrett afirmou que não pediu que eles o ajudassem negando-os à tornar membros em tempo integral. Na semana seguinte McGillicutty e Harris interferiram em uma partida entre Cena e The Miz, custando a partida para Cena, e levou Barrett para dar-lhes oportunidade de ganha participação no Nexus. Em 18 de Outubro num episódio da Raw McGillicutty & Harris foram incapazes de derrotar John Cena e Randy Orton em um combate tag team perdendo uma chance no Nexus. Apesar disso Barrett confirmou tanto ele como Harris, foram admitidos como membros, no episódio de 25 de Outubro no Raw.
Em Janeiro de 2011, CM Punk assumiu o controle do Nexus e teve cada um de seus membros colocados através de uma iniciação. McGillicutty passou a iniciação, e foi autorizado a continuar como membro do Nexus ao lado de Punk, Harris e Otunga. No mês seguinte, Punk foi anunciado como o adversário de Randy Orton na Wrestlemania XXVII, e, como resultado, cada membro da The Nexus foi escalado para enfrentar Orton no mês anterior da WrestleMania. McGillicutty enfrentou e perdeu para Orton em 28 de fevereiro no episódio da Raw , depois de um Punt Kick na cabeça. O angle foi para McGillicutty escrever fora da televisão, ele foi programado para voltar para a Florida Championship Wrestling, para ser treinado. Apesar disso, McGillicutty retornou em 11 de abril no episódio de Raw com os outros membros do novo Nexus, impedindo Orton de ganhar um WWE Championship.
Em 23 de maio no episódio da Raw , McGillicutty fez parceria com o colega da Nexus o membro David Otunga para ganhar o WWE Tag Team Championship de Kane e Big Show com a interferência e ajuda dos companheiros de New Nexus os membros Mason Ryan e Punk. Eles fizeram a defesa do título com sucesso contra os The Usos em 29 de julho edição do SmackDown.  Depois de CM Punk deixou o New Nexus e a WWE quando seu contrato expirou em 17 de julho de Otunga e McGillicutty competiu contra Santino Marella e Zack Ryder na edição de 01 de agosto da Raw , sem qualquer equipamento Nexus ou braçadeiras, e com todos os logos Nexus removidos do seu TitanTron, efetivamente, sinalizando o fim do New Nexus. Em 22 de agosto episódio da Raw , Otunga e McGillicutty perdeu o Tag Team Championship a Air Boom ( Kofi Kingston e Evan Bourne ). Depois de uma disputa menor com Jerry Lawler, a dupla se separou.

#### Retorno ao NXT (2011-2013)
Após a fim da dupla com Otunga, McGillicutty no final de 2011 e meados de 2013, teve que se limitar a lutar apenas no Superstars e no NXT. em 20 de Outubro episódio do Superstars, McGillicutty e Drew McIntyre perderam uma partida Non-Title match contra os WWE Tag Team Champions Air Boom (Kofi Kingston e Evan Bourne). No final de 2011, McGillicutty e Alex Riley tiveram uma series e partidas no Superstars em que McGillicutty venceu uma e perdeu duas pra Riley. No dia 23 de Fevereiro de 2012, no episódio do Superstars McGillicutty derrotou Riley, no que seria sua última vitória em programas não sendo no NXT, resultando em McGillicutty perder mais de vinte partidas seguidas, principalmente no Superstars, mais também sobre o WWE Main Event e no WWE Saturday Morning Slam.
Enquanto isso, McGillicutty fez o seu regresso ao NXT, aparecendo a partir de Janeiro de 2012 na quinta temporada NXT Redemption, mais não como um Rookie. No final de Fevereiro de 2012, McGillicutty ridicularizou Tyson Kidd, por falta de herança no wrestling's, iniciando uma feud entre os dois no NXT Redemption. McGillicutty em seguida venceu Kidd, no episódio de 20 de Fevereiro no NXT Redemption. McGillicutty continuou a insultar Tyson Kidd, alegando que nunca seria um verdadeiro "Hart", e Kidd recebeu uma revanche em 21 de Março na edição do NXT Redemption, onde derrotou McGillicutty. McGillicutty e Kidd se enfrentaram em uma terceira partida em 11 de Abril episódio do NXT, resultando em Kidd triunfar sobre McGillicutty. McGillicutty então formou uma equipe ocasional com Johnny Curtis para o resto de 2012. No episódio final da quinta temporada do NXT em 13 de Junho, Curtis e McGillicutty perderam para The Usos.
Após a conclusão do NXT Redemption, a NXT foi renomeada Florida Championship Wrestling o território de desenvolvimento. McGillicutty continuou aparecendo na reiniciada WWE NXT, perdendo para o rival Tyson Kidd no primeiro episódio de 20 de Junho. McGillicutty então pinou Kidd em uma Six Man tag team match no episódio de 4 de Julho. Duas semanas depois, e seu parceiro ocasional Johnny Curtis derrotaram Bo Dallas e Derrick Bateman. Em 8 de Agosto episódio da NXT, McGillicutty foi inserido no Torneio para coroar o primeiro Campeão do NXT, onde derrotou Justin Gabriel nas quartas de final do torneio. No entanto, McGillicutty foi eliminado nas semi-finais no dia 15 de agosto, quando ele perdeu para o eventual vencedor do torneio Seth Rollins. No episódio seguinte, McGillicutty perdeu mais uma dessa vez com Johnny Curtis contra Kidd e Justin Gabriel, mas em 12 de setembro episódio da NXT , McGillicutty vingou-se derrotando Kidd para se tornar o # 1 contender para o NXT Championship.  Em 10 de outubro episódio da NXT , McGillicutty perdeu a disputa do título para o campeão Seth Rollins. Então em 28 de Setembro episódio da NXT, Johnny Curtis venceu a Quarta temporada no NXT e teve a chance de ganhar os tag team titles com seu parceiro McGillicutty contra o Team Hell No (Kane e Daniel Bryan, mais o team Hell No Ganhou a partida.
Em 2013, McGillicutty virou Face (apenas no NXT), depois de salvar Bo Dallas a partir de uma surra nas mãos de Primo e Epico. No episódio seguinte Epico e Primo derrotaram Dallas e McGillicutty,  embora Dallas e McGillicutty iriam se vingar quando derrotaram Primo e Epico na primeira rodada do NXT Tag Team Championship Tournament para coroar os campeões inaugural em 30 de janeiro episódio da NXT. Em 06 de fevereiro o episódio da NXT , Dallas e McGillicutty foram eliminados nas semi-finais, quando perderam para The Wyatt Family (Luke Harper e Erick Rowan).

#### Intercontinental Champion e "RybAxel" (2013–2014)

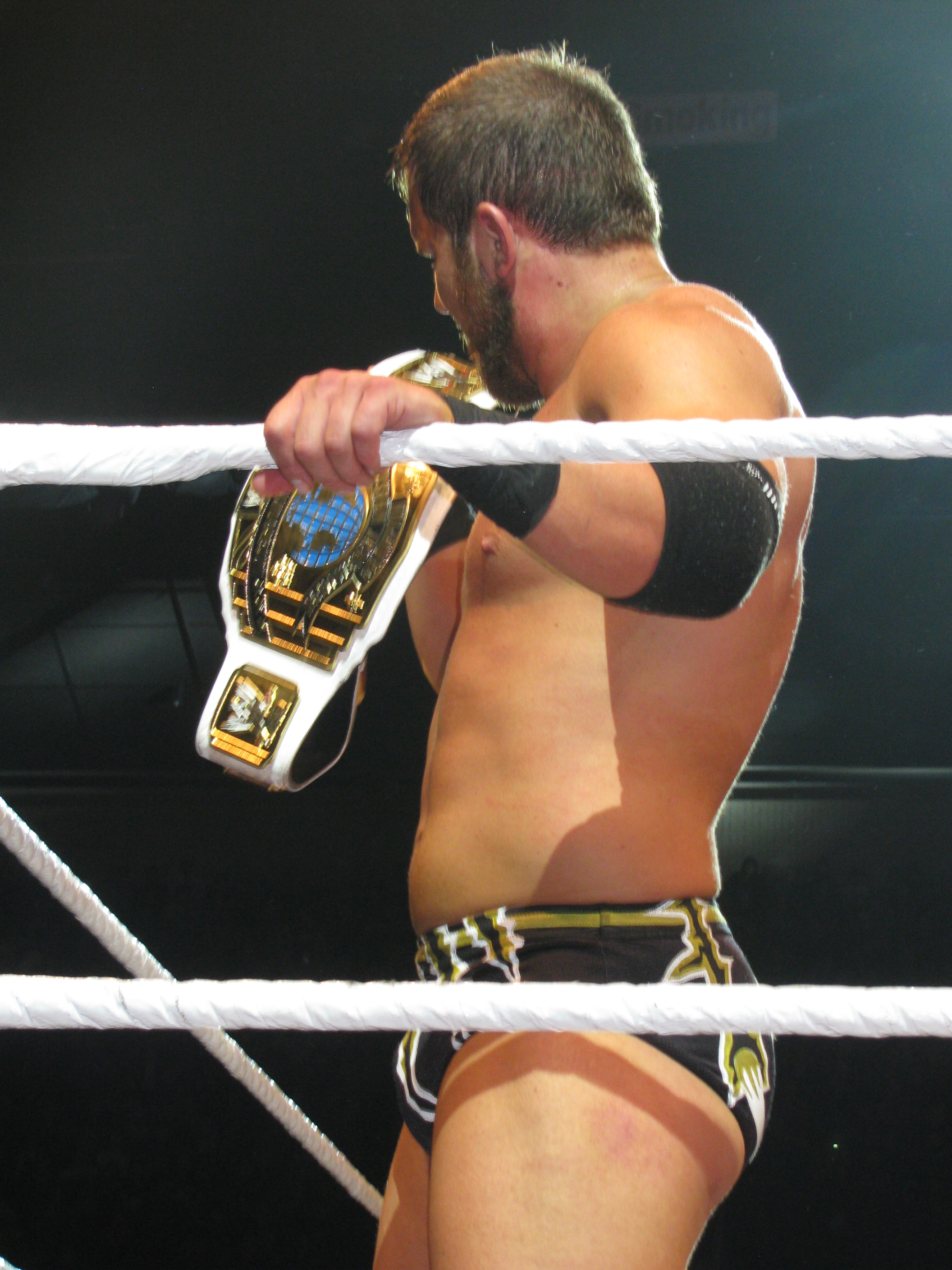
Axel como Intercontinental Champion em julho de 2013.

No dia 20 de maio de 2013 num episódio do RAW, Henning foi renomeado para o nome de Curtis Axel, com Paul Heyman como seu manager. O seu novo nome de ring "Curtis Axel" é um derivado do nome de seu pai, Curt, com apelido de seu avô Larry "The Axe". Mais tarde naquela noite, em sua re-estréia, Axel lutou com Triple H, machucado no momento, o vencendo. No dia 27 de maio no Raw, desafiou John Cena para uma luta, onde este teria aceitado e logo após perdido por conta da invasão de Ryback. No Payback, Axel derrotou Wade Barrett e The Miz para conquistar o Intercontinental Championship. No SmackDown defendeu com sucesso seu título contra Barrett. No SmackDown Axel sofreu sua primeira derrota como cliente de Heyman para Chris Jericho, em uma luta não válida pelo título. No Money in the Bank, defendeu com sucesso seu título contra The Miz. No Night of Champions Axel e Heyman derrotaram CM Punk num combate handicap devido a interferência de Ryback. No Battleground, Axel defendeu com sucesso o titulo contra R-Truth. No Raw seguinte, Axel perdeu uma tag team match com Ryback contra CM Punk & R-Truth. No episódio de 11 de outubro do SmackDown, Axel novamente manteve seu Intercontinental Championship contra R-Truth. Em uma edição do SmackDown após CM Punk vencer Big E Langston, Axel e Ryback atacaram CM Punk que foi salvo por Big E Langston. Em uma edição do Raw Axel e Ryback foram derrotados por CM Punk e Big E Langston fazendo criar uma rivalidade entre Big E e Axel. No Hell in a Cell, Axel estava programado para defender seu título contra Big E Langston, no entanto a partida foi cancelada devido a lesão no quadril de Axel. Axel perdeu seu título para Langston na edição do Raw em 18 de novembro. Axel falhou ao tentar recuperar o Intercontinental Championship em uma revanche no Survivor Series contra Big E Langston. Um mês depois Axel e Ryback, após terem formado a dupla "RybAxel" venceram uma luta não válida pelo título das duplas contra Cody Rhodes e Goldust, ganhando uma oportunidade pelos cinturões. No TLC, Axel e Ryback perderam uma luta 4 fatais de eliminação, em um combate que envolveu também The Real Americans e Rey Mysterio e Big Show, após serem os primeiros eliminados.

#### AxelMania e Social Outcasts (2015–2017)

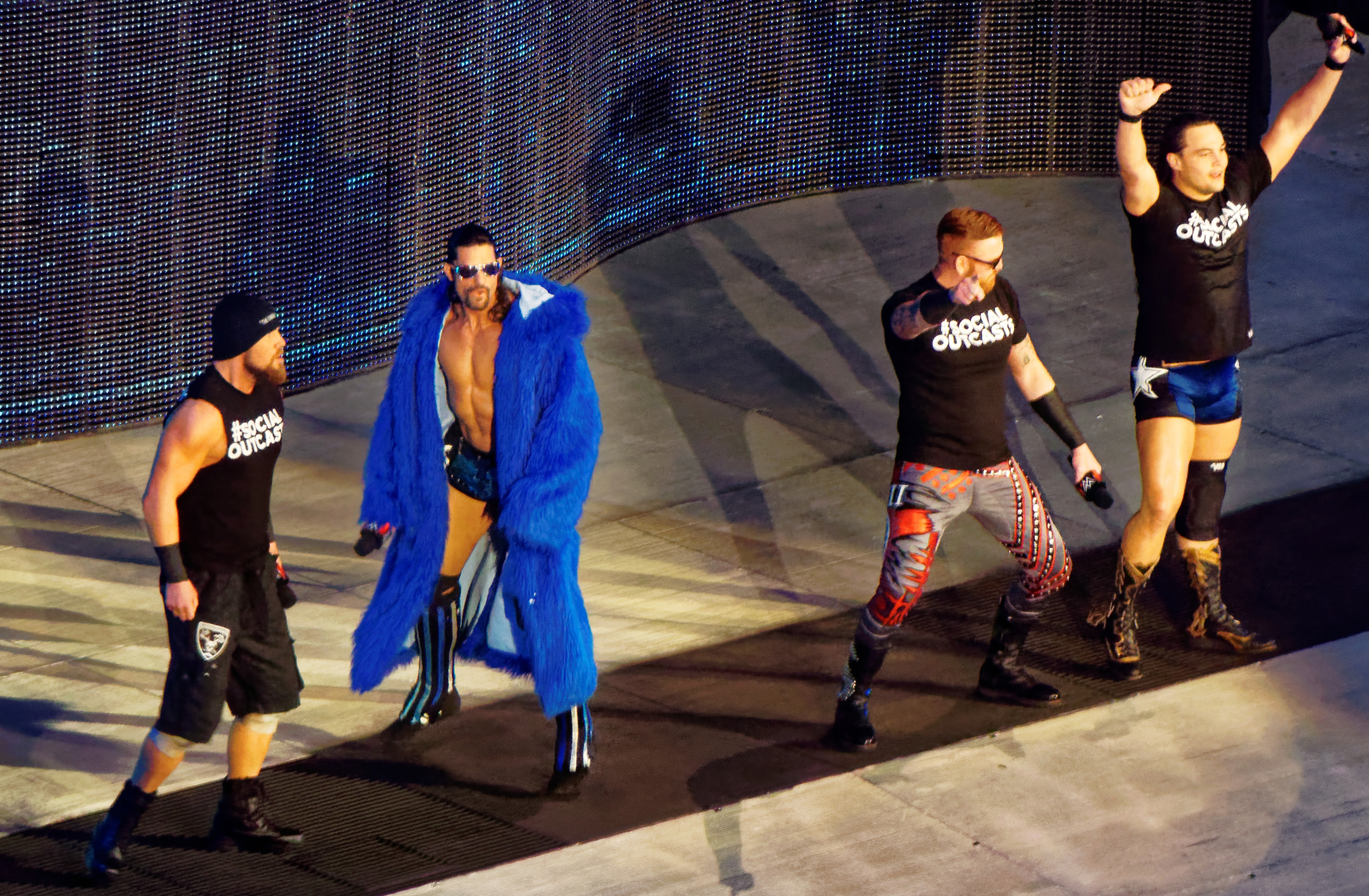
"The Social Outcasts" em abril de 2016.

No Royal Rumble estava programado para entrar como número #6, porém foi atacado por Erick Rowan na rampa de entrada. Axel então, começou um angle, onde ele começou a se referir a si mesmo como "o verdadeiro vencedor do Royal Rumble", alegando que ele ainda não tinha sido eliminado da partida e que merecia uma chance pelo título da WWE na WrestleMania 31. Isso fez Axel interromper segmentos envolvendo nomes como Dean Ambrose, John Cena e Rusev para protestar contra sua causa, e também levou Axel a começar sua própria hashtag: "#AxelMania".
Em 2016, Axel formou uma stable com Adam Rose, Heath Slater e Bo Dallas chamada de "The Social Outcasts".

#### The Miztourage e The B-Team (2017–2020)
Em 2017, juntamente com The Miz e Bo Dallas formou uma stable chamada "The Miztourage", onde ele e Bo Dallas eram os guarda costas de Miz, muitas vezes interferindo em suas defesas do título Intercontinental e ajudando-o a reter o título em várias ocasiões. A stable teve seu fim em 15 de abril de 2018, quando The Miz foi transferido para o SmackDown, assim deixando Axel e Dallas no Raw. Em 14 de Maio, Dallas e Axel formaram o "B Team", onde atravessaram uma série invicta culminando na conquista do Raw Tag Team Championship no Extreme Rules, em 15 de julho de 2018. Defenderam o título no SummerSlam contra o The Revival. No episódio de 3 de setembro de 2018 do Raw, o "B-Team" foi derrotado por Drew McIntyre e Dolph Ziggler em uma luta válida pelo Raw Tag Team Championship, terminando o seu reinado de 50 dias.

## Vida pessoal
Em 31 de março de 2007, Hennig, juntamente com sua mãe, irmãos, e seu avô representou o seu pai, "Mr Perfect", no WWE Hall of Fame daquele ano.
Hennig é da terceira geração de lutadores profissionais; seu avô Larry "The Axe" Hennig e seu pai Curt Hennig (também conhecido como Mr. Perfect) eram ambos lutadores profissionais. Sua irmã Amy é também uma lutadora profissional. Ele tem outros dois irmãos que não são lutadores. Hennig e sua esposa tiveram um filho, Brock, em junho de 2009. Ele gosta de pescar no gelo. Foi vencedor da WWE Magazine's Fantasy Football League pela NFL Season de 2011.

## No wrestling
- Movimentos de finalização
  - Como Curtis Axel
    - Axehole (Hangman's facebuster)[72]

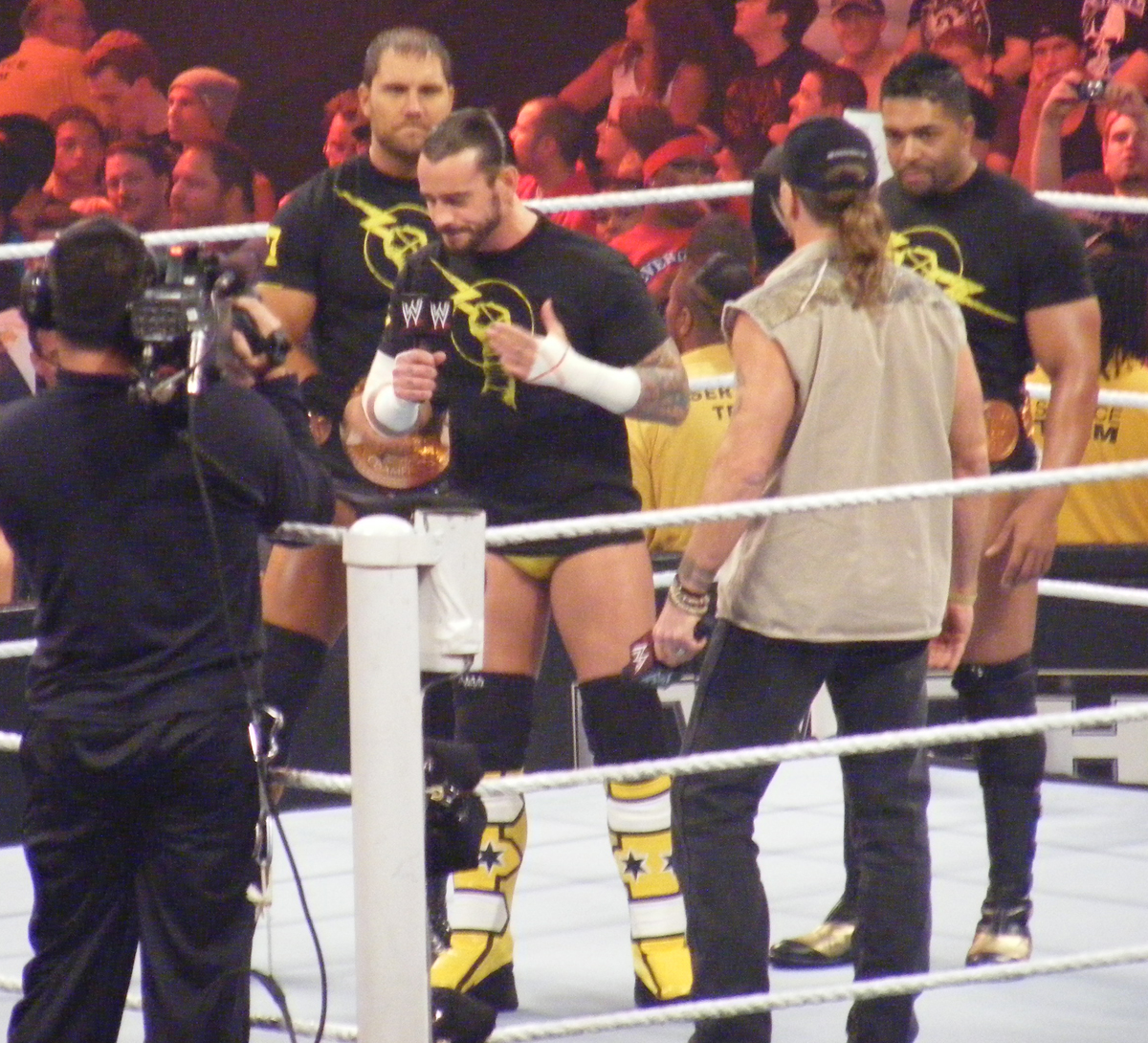
McGillicutty (olhando por cima do ombro de CM Punk) como parte do New Nexus.

    - Perfect-Plex (Bridging Fisherman's Suplex)[73] – adaptado do seu pai
    - Turning Heads (Running one-armed swinging neckbreaker)-2013

  - Como Michael McGillicutty
    - McGillicutter / Turning Heads (Running one-armed swinging neckbreaker)

  - Como Joe Hennig
    - Hennig-Plex (Bridging Fisherman's Suplex) – adaptado de seu pai
- Movimentos secundários
  - Backbreaker
  - Clothesline - na parte de trás da cabeça do oponente
  - Diving crossbody
  - Diving pointed elbow drop
  - Dropkick
  - Multiplas variações de suplex
    - Belly to back
    - Cradle
    - Saito

  - Rolling neck snap, as vezes da segunda corda-adotada de seu pai
  - Sliding clothesline
  - Snapmare driver
- Com David Otunga
  - Movimentos de finalização em dupla
    - Backbreaker / Combinação de Diving elbow drop

  - Movimentos secundários em dupla
    - Combinação de Inverted atomic drop (Otunga) / Dropkick (McGillicutty)
    - Combinação de Running back elbow (McGillicutty) / Body avalanche (Otunga) com oponente encurralado
- Managers
  - Paul Heyman
- Temas de entrada
  - "We Are One" por 12 Stones (2010—2011; usado enquanto parte do Nexus)
  - "This Fire Burns" por Killswitch Engage (2011; usado enquanto parte do Nexus)
  - "Death Blow" por Jim Johnston (2011; enquanto dupla com David Otunga)
  - "All About the Power" por Jim Johnston (2011; enquanto dupla com David Otunga)
  - "And The Horse He Rode In On por Reluctant Hero (6 de outubro de  2011—16 de maio de 2013)
  - "Perfection (Remix)" por Jim Johnston (20 de maio de 2013—presente)

## Títulos e prêmios
- Florida Championship Wrestling

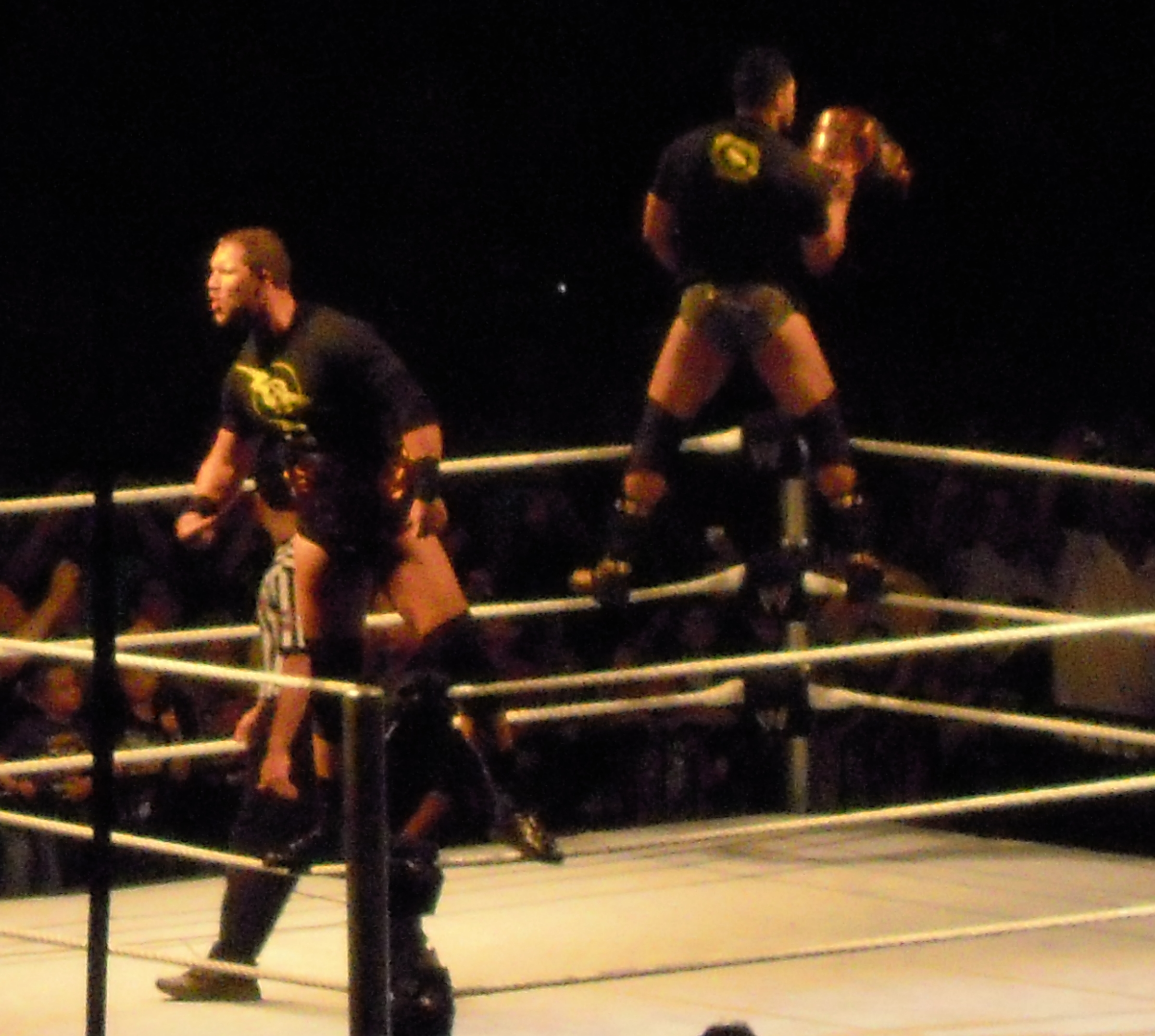
Hennig e David Otunga como Campeões de Duplas da WWE

  - FCW Florida Heavyweight Championship (1 vez)
  - FCW Florida Tag Team Championship (3 vezes) – com Heath Miller (1),[2] Brett DiBiase (1)[74] e Kaval (1)
- Pro Wrestling Illustrated
  - PWI Rivalidade do Ano (2010)  – The Nexus vs. WWE[75]
  - PWI Lutador Mais Odiado do Ano (2010) – como parte do The Nexus[76]
  - PWI o colocou na #114ª posição dos 500 melhores lutadores em 2010[77]
  - PWI Novato do Ano (2008)[78]
- WWE
  - WWE Tag Team Championship (2 vezes) – com David Otunga / Bo Dallas[27]
  - WWE Intercontinental Championship (1 vez)